# Saint-Hilaire-la-Forêt
Saint-Hilaire-la-Forêt ist eine französische Gemeinde mit 1.526 Einwohnern (Stand: 1. Januar 2022) im Département Vendée in der Region Pays de la Loire. Landevieille gehört zum Arrondissement Les Sables-d’Olonne und zum Kanton Talmont-Saint-Hilaire. Die Einwohner werden Révérendais genannt.

## Geografie
Saint-Hilaire-la-Forêt liegt etwa 25 Kilometer südsüdwestlich von La Roche-sur-Yon nahe der Atlantikküste. Umgeben wird Saint-Hilaire-la-Forêt von den Nachbargemeinden Poiroux im Norden, Avrillé im Osten und Nordosten, Longeville-sur-Mer im Südosten, Saint-Vincent-sur-Jard im Süden und Südwesten sowie Talmont-Saint-Hilaire im Westen.

## Bevölkerungsentwicklung
| Jahr                      | 1962 | 1968 | 1975 | 1982 | 1990 | 1999 | 2006 | 2013 |
| Einwohner                 | 315  | 266  | 260  | 289  | 363  | 423  | 560  | 814  |
| Quelle: Cassini und INSEE |      |      |      |      |      |      |      |      |

## Sehenswürdigkeiten
- Dolmen de la Sulette

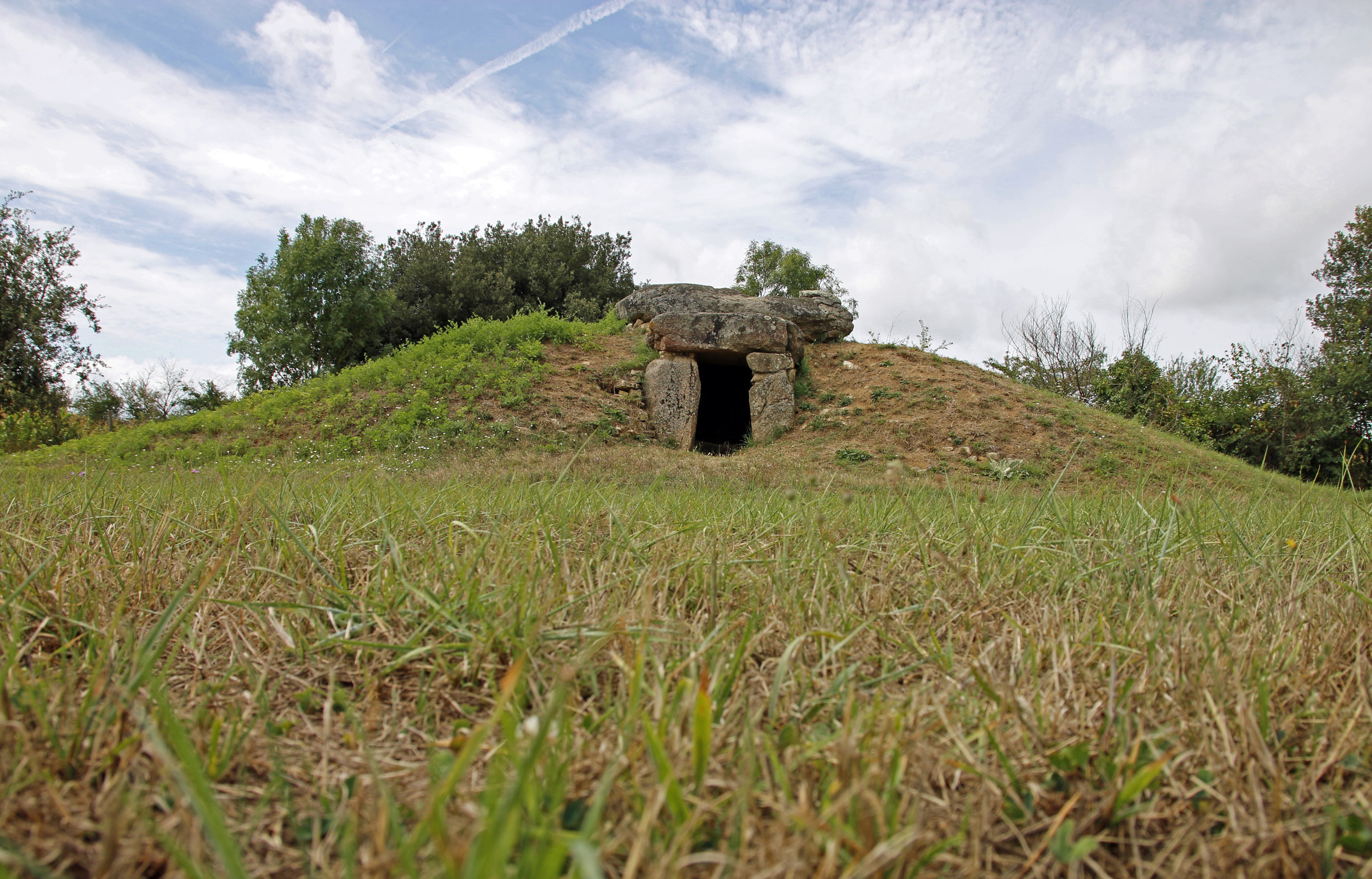
Dolmen de la Sulette

- Menhire von La Rainière (Monument historique) seit 1995
- archäologische Fundstätten aus dem Neolithikum

Kirche Saint-Hilaire

- Kirche Saint-Hilaire